# 長崎市恐竜博物館
長崎市恐竜博物館（ながさきしきょうりゅうはくぶつかん、英: Nagasaki City Dinosaur Museum）は、長崎県長崎市野母町の野母崎総合運動公園内にある、恐竜を主たるテーマとした自然史博物館。
日本国内では、福井県立恐竜博物館（福井県勝山市）、御船町恐竜博物館（熊本県上益城郡御船町）に続いて3か所目の恐竜博物館である。
長崎とオランダは江戸時代から縁があり、長崎市とオランダライデン市は姉妹都市であるという縁から、ライデンのナチュラリス生物多様性センターと提携している。本博物館では重要人物として長崎出身の古生物学者横山又次郎（1860～1942）を取り上げている。
諫早市に本社を置く株式会社日本ベネックスがネーミングライツを取得し2024年4月から施設愛称を「ベネックス恐竜博物館」とした。

## 概要
開館
2021年（令和3年）10月29日
配置
- 2階 - 常設展示室（現代の恐竜たち）
- 1階
  - インフォメーション
  - 常設展示室（長崎の大地、生命の記録、恐竜の時代、燃える石の時代）
  - オープンラボ
  - 収蔵庫、特別収蔵庫
  - 企画展示室
  - 展望ホール
  - ミュージアムショップHAKUA

展示物
恐竜の化石や全身骨格など約180点
館長
高江晃
指定管理者
大成不動産システム

## 沿革
- 1962年（昭和37年）- 西彼杵郡高島町（現・長崎市高島町）の炭鉱坑内から日本最初の恐竜化石が算出したとの報告がある[3]。
- 1994年（平成6年）- 1962年報告の化石が恐竜化石ではないと訂正される[3]。
- 2004年（平成16年）5月 - 福井県立恐竜博物館の調査により、西彼杵郡野母崎町（現・長崎市野母町）の海岸で種別不明の化石が発見される。
- 2010年（平成22年）7月 - 2004年に発見された化石が、大型草食（植物食）恐竜のハドロサウルス類（全長約10m相当）の大腿骨遠位部（ひざの関節部）と判明し、長崎県初の恐竜化石と発表される[3]。
- 2012年（平成24年）5月 - 長崎市が福井県立恐竜博物館と共同で白亜紀後期脊椎動物化石の調査研究を開始。
- 2017年（平成29年）2月 - 野母崎田の子地区に恐竜博物館を建設することが決定される。
- 2018年（平成30年）3月 - （仮）長崎恐竜博物館基本構想が策定される。
- 2019年（令和元年）
  - 5月 - ナチュラリス生物多様性センター（オランダライデンの国立自然史博物館）と協力提携に関する覚書が締結される。
  - 11月 - （仮）長崎恐竜博物館 展示基本・実施設計が策定される。
  - 12月 - （仮）長崎恐竜博物館 建設基本・実施設計が策定される。
- 2020年（令和2年）
  - 4月 - 着工。
  - 5月 - 指定管理者が決定（2027年3月末まで）。
  - 9月 - 長崎市恐竜博物館条例が施行。
- 2021年（令和3年）
  - 3月 - 完成。
  - 10月29日 - 開館。

## 建築概要
- 所在地：長崎県長崎市野母町568-1
- 起工：2020年（令和2年）4月
- 竣工：2021年（令和3年）3月
- 敷地面積：約4,400m2
- 延床面積：約2,594m2
- 構造・規格：鉄筋コンクリート造 一部二階建て

## 協力提携
- ナチュラリス生物多様性センター

## 交通
最寄りのバス停留所
- 長崎バス 「恐竜パーク前」バス停

最寄りの幹線道路
- 国道499号

## 周辺
- 長崎のもざき恐竜パーク（長崎市野母崎総合運動公園）
  - 恐竜パーク体育館
  - 恐竜パーク庭球場
- 野母崎文化センター
- 軍艦島資料館
- 水仙の里